# Tóth Ágnes (költő)
Tóth Ágnes (Nagyvárad, 1946. május 14.) erdélyi magyar költő, író, újságíró.

## Életútja
Középiskoláit szülővárosában, az Ady Endre Líceumban végezte (1964), majd a Népművészeti Iskola grafika szakán szerzett diplomát (1971). Már 1969-től a nagyváradi Népművészeti Szövetkezet rajzolója. 1983–89 között a Fáklya, 1990–97 között a Bihari Napló munkatársa, 1994-től a Duna TV partiumi tudósítója (2003-ig). Közben 1993–94-ben a nagyváradi kábeltévé-társaság műsorszerkesztője. 1991-ben az esztergomi Vitéz János Tanítóképző Főiskola újságíró szakán is diplomát szerzett.
Verseket 1976-tól közöl a hazai lapokban, újabban novellákat, humoreszkeket is. A nagyváradi színház Szigligeti Társasága 1991-ben három kabarédarabját játszotta (Fekete karácsony, Mai idő, Tatárék), a bábszínházban Csupabohócok című zenés bohózatát mutatták be saját rendezésében.
Gyermekverseit a Napsugár, a Szivárvány és a Mákvirág közölte. Karcolatai, riportjai a Bihari Napló mellett a Kelet–Nyugat, a Reggeli Újság, a Várad hasábjain is megjelentek.

## Kötetei
- Eszem ága (gyermekversek, Nagyvárad, 1997)
- Élni fogsz (karcolatok, uo., 1999)
- Tótágas (uo., 2000)
- Karóra, bableves és Nostradamus (novellák, uo., 2003)
- Álom-bálon (uo., 2005)
- Tükörtojás kalapban (uo., 2006)
- Mámikák szűzmáriái (kisregény, uo. 2009)
- Az út elvisz valahová. Novellák, karcolatok (Várad–Riport, Nagyvárad, 2012)
- Macskadombi versek (Erdélyi Riport, Nagyvárad, 2013)
- Ábécé-parádé. Kisiskolásoknak (Várad, Nagyvárad, 2015)
- Kocsmamesék. Karcolatok, novellák (Várad, Nagyvárad, 2018)
- Tündérálom. Gyermekversek (Holnap Kulturális Egyesület, Nagyvárad, 2020)